# Diocesi di Castello di Tituliano
La diocesi di Castello Tituliano (in latino: Dioecesis de Castello Tituliano) è una sede soppressa e sede titolare della Chiesa cattolica.

## Storia
Castello Tituliano, nell'odierna Algeria, è un'antica sede episcopale della provincia romana di Numidia.
Unico vescovo conosciuto di questa diocesi africana è Vittorino, il cui nome appare al 51º posto nella lista dei vescovi della Numidia convocati a Cartagine dal re vandalo Unerico nel 484; Vittorino, come tutti gli altri vescovi cattolici africani, fu condannato all'esilio.
Dal 1989 Castello di Tituliano è annoverata tra le sedi vescovili titolari della Chiesa cattolica; dal 4 giugno 1992 il vescovo titolare è Andrej Imrich, già vescovo ausiliare di Spiš.

## Cronotassi

### Vescovi residenti
- Vittorino † (menzionato nel 484)

### Vescovi titolari
- Andrej Imrich, dal 4 giugno 1992